# Vodruž
Vodruž este o localitate din comuna Šentjur, Slovenia, cu o populație de 224 de locuitori.